# Črešnjevo
Črešnjevo is een plaats in de gemeente Beretinec in de Kroatische provincie Varaždin. De plaats telt 824 inwoners (2001).